# Côte d'Or Football Club
Côte d'Or Football Club est un club de football seychellois situé dans la ville de Praslin. Il évolue au stade de l'Amitié en première division seychelloise.

## Histoire
Côte d'Or découvre le championnat de première division lors de la saison 2011 qu'il achève à une prometteuse troisième place. Il confirme l'année suivante en terminant à la troisième place du classement et en atteignant la finale de la Coupe des Seychelles, battu par le club d'Anse Réunion FC.
Le club remporte le premier titre majeur de son histoire en 2013, lorsqu'il est sacré champion des Seychelles, en devançant La Passe FC et en reléguant surtout le double tenant du titre, Saint-Michel United à quatorze points. Ce succès permet à Côte d'Or d'obtenir la première qualification de son histoire pour une compétition internationale, la Ligue des champions de la CAF lors de l'édition 2014.

## Palmarès
- Championnat des Seychelles :
  - Vainqueur en 2013, 2016, 2018 et 2024-25

- Coupe des Seychelles :
  - Finaliste en 2012